# ウォロ飢饉 (1972年-1975年)
ウォロ飢饉（ウォロききん、英語: Wollo famine）とは、ハイレ・セラシエ皇帝による統治の間にエチオピア帝国で発生した大規模な飢饉である。1972年初め、ウォロ飢饉は2つの県を広範囲に渡って襲い、乾燥地域であるアファル人が住む場所などの周辺地区にも及んだ。1972年から1973年にかけて、飢饉により4万人から8万人が死亡した。これに対応して、政府は飢餓の深刻さを抑え、国際援助を調整するための部門、救済復興委員会（RRC）を立ち上げた。飢饉は遊牧民にも影響を与え、地主は重い地代を押し付け、有力な地主は武装した私兵で取り立てを行った。
ウォロ飢饉はハイレ・セラシエ政府の崩壊の主な原因の一つと見なされた。1975年の死者数は25万人に達したと推定されている。これはエチオピアの農民革命に結びつき、その後のデルグ体制を通じて継続された。同様に、デジャズマチ・ベルハネ・メスケルの反乱、旧地主層と政府治安部隊への襲撃、複数年に渡るデルグ政府への攻撃が発生した。

## 背景
1958年にティグレ県で最初の飢饉が報告されたが、その後帝国政府は何年も怠慢を続け、1965年に内務省にウェレ・イル飢饉の報告がなされた。1965年11月、警察が事態に気付いた後、320日かけて皇帝に届いた。皇帝は内務省に命じてウォロの地方当局と協力し、被災者を記録するよう指示した。また、小規模な救援活動が行われた。

## 発生
1972年から1973年にかけて、ウォロは飢餓に見舞われ、4万人から8万人が死亡した。これに対応して、政府は今後の飢餓を減らし、国際援助を調整するための部門、救済復興委員会（RRC）を立ち上げた。ウォロ飢饉は旱魃が原因とされたが、実際には政府の不適切な対応、封建的な社会体制、そして政府による隠蔽が主な要因だった。BBCニュース報道によれば、1973年の推計として、当時のエチオピア栄養研究所の推計に基づき、20万人が死亡したとされている。この数値は一部の文献やメディアで今も引用されているが、後にその推計は「悲観的過ぎる」ことが判明した。ウォロは慢性的な農作物の不作と持続的な飢餓の危機に直面してきた地域ではあるが、今回発生した飢饉は特に深刻だった。ITV番組の「The Unknown Famine」を1973年に制作したジョナサン・ディンブルビーは十分に検証されていない20万人死亡の推定を盲信して報道し、大規模な援助を流入させると同時にハイレ・セラシエ政府の動揺を招いた。
1972年初め、飢餓はアファル人の牧畜にも影響を与えた。アファル人は広い地域を遊牧に利用していた。しかし、アファル人は旱魃の影響で大地溝帯の崖であるタチェファ渓谷へ移動し、さらにアワッシュ川内陸デルタ周辺の牧草地へと追いやられた。この地域では水は砂漠にしみ込み、枯渇していた。1960年代、渓谷ではソルガムが栽培され、その周辺の小規模農民が商業活動のために移住していた。一方で、アワッシュ川沿いでは大規模な綿花プランテーションが拡大し、1972年までに5万ヘクタールの灌漑農地が造成され、2万人のアファル人牧畜民が土地を奪われた。1970年代初め、アファル人の移動は隣の対立関係にあり、ソマリ系民族であったイッサ族への武器供給によって妨げられた。
飢饉によって壊滅的な打撃を受けたのは、ウォロ県北中部の中高度地帯に住む小作農たちである。ラヤとアゼボのオロモ人は、ワヤネの反乱で反政府側の有力な勢力であったが、土地を奪われた。他の農民たちは、1970年代初めの不作に直面し、土地を抵当に入れたり、売却したりしなくてはならなかった。地主は小作人の貧しさを利用し、法外な小作料を取り立てた。小作料は多くの場合、現物で支払わされた。この取り立ては強制的に行われ、有力な地主は武装した私兵で取り立てを行った。その結果、飢饉が発生した地域からも、県都であるデセやアディスアベバへ穀物が継続して運ばれた。
その後、ウォロの農民と遊牧民は、ハイレ・セラシエを貶めるため飢餓を利用し、無視することに決めた。
第一次オイルショック後、軍の反乱や高い原油価格が危機を悪化させた。国際的な経済危機により、輸入品、ガソリン、食料の価格が高騰し、失業率も急増した。

### 1975年北部反乱
ウォロ飢饉は、ハイレ・セラシエ政府の崩壊に影響を及ぼし、農民や遊牧民に加え、アディスアベバの学生や中産階級にまで波及した。1970年代初め、北部各州の封建支配者が関与した農民による蜂起が発生し、ウォロの集団蜂起は封建地主デジャズマチ・ベルハネ・メスケルが主導した。エチオピア革命によってハイレ・セラシエ政府が崩壊した後、ベルハネは1975年3月14日にラリベラにおいてエチオピア航空のDC–3を破壊した。同年10月、農民と政府の治安官による旧地主層の連続殺害事件を契機とし、ベルハネは再び支持者を結集した。
1975年12月、ウォルディヤ近郊でベルハネの部隊はデルグの民兵と空軍の攻撃を受けて最終的に敗北したが、長年にわたって反乱をつづけた。